# Carbonita
Carbonita é um município brasileiro no interior do estado de Minas Gerais, Região Sudeste do país. Localiza-se no Vale do Jequitinhonha, estando situado a cerca de 420 km a norte da capital do estado. Ocupa uma área de aproximadamente 1 460 km², sendo que 3 km² estão em área urbana, e sua população foi estimada em 8 633 habitantes em 2024.

## História
A história de Carbonita começa em 1750, com as primeiras expedições dos bandeirantes à região, em busca da riqueza do seu subsolo. O primeiro nome do povoado, então pertencente ao município de Minas Novas, é Barreiras, em homenagem ao fazendeiro Manoel Barreiros, que doou partes de suas terras para a construção de uma capela em homenagem a Nossa Senhora da Conceição. Em 24 de setembro de 1862, o então povoado de Barreiras passa a pertencer ao município de Itamarandiba, como Distrito. Em 31 de dezembro de 1943, o Distrito de Barreiras toma nova denominação e ganha o novo e definitivo nome de Carbonita. Em 3 de março de 1963, o então distrito emancipou-se, passando à cidade de Carbonita.
A Etimologia deste vocábulo vem do francês "Charbon", Carbon, que significa carvão, mais "Ita", que significa pedra em tupi-guarani, por causa da grande quantidade de carvão de pedra existente no subsolo do município. Muito da história de Carbonita pode ser encontrada no Livro "Carbonita - De ontem para hoje" do autor Benedito Lemos de Oliveira. O título descreve fatos importantes, acontecimentos e curiosidades do município durante décadas.

## Geografia
Localizada no Vale do Jequitinhonha Carbonita tem sua base econômica na produção do carvão vegetal. Outro ponto interessante sobre sua população, é a redução significativa de habitantes durante o ano, quando muitos se deslocam para cidades mais desenvolvidas para trabalhar. Ainda sobre os seus habitantes, destacam-se pela hospitalidade e a vontade coletiva de lutar por uma Carbonita melhor.
Situa-se a 421 km de Belo Horizonte e a 135 km de Diamantina, na zona do Alto Jequitinhonha, ao nordeste de Minas Gerais. A área do município é de 1.337 km², com altitude variando de 972 m (máxima) e 625 m (mínima). Na sede do município a altitude é de 672 m acima do nível do mar. Faz divisa com os municípios de Turmalina, Veredinha, Itamarandiba, Diamantina, Senador Modestino Gonçalves e Bocaiuva.
O relevo é composto por altos e baixos. Cerca de 60% é ondulado (baixa declividade, o que permite a mecanização agrícola), 30% montanhoso o que propicia o aparecimento de várias nascentes de córregos; e 10% plano, caracterizado por várzeas. Carbonita, portanto, detém 70% de suas terras adequadas para o desenvolvimento da agropecuária e o restante serve como área de reserva ambiental, mantendo o equilíbrio da natureza. O solo predominante é o latossolo vermelho-amarelo, originando potencial para o desenvolvimento de diversas atividades, tais como: pecuária de corte, café e fruticultura tropical (abacaxi, banana, cítricos, manga, maracujá, etc.). 
A hidrografia é representada pelos rios Jequitinhonha ao norte, Araçuaí ao sul e Soledade ao Centro, além dos rios São João e Itacarambi. Vários córregos cortam a cidade de Carbonita: Curralinho, que era o responsável pelo abastecimento de água em todo o perímetro urbano sendo que o Rio Soledade exerce essa função atualmente, Capoeirão, Constantino, Macaúbas, Tomé, Dois Córregos, Riacho, Retiro, Jqui, Àgua Limpa, Santana, Ribeirão, etc. 
Segundo dados do Instituto Nacional de Meteorologia (INMET), referentes ao período de 1981 a 1987, 1989 a 1991 e 1993 a 2023, a menor temperatura registrada em Carbonita foi de 1,8 °C em 10 de agosto de 1989, enquanto que a maior atingiu 39,6 °C em 8 de outubro de 2020. O maior acumulado de precipitação em 24 horas foi de 118,2 milímetros (mm) em 4 de fevereiro de 2018. Outros grandes acumulados iguais ou superiores a 100 mm foram 116,8 mm em 18 de dezembro de 2013, 113,7 mm em 21 de janeiro de 1986, 111,4 mm em 9 de novembro de 2006 e 100 mm em 10 de dezembro de 2002.
| Dados climatológicos para Carbonita | Dados climatológicos para Carbonita | Dados climatológicos para Carbonita | Dados climatológicos para Carbonita | Dados climatológicos para Carbonita | Dados climatológicos para Carbonita | Dados climatológicos para Carbonita | Dados climatológicos para Carbonita | Dados climatológicos para Carbonita | Dados climatológicos para Carbonita | Dados climatológicos para Carbonita | Dados climatológicos para Carbonita | Dados climatológicos para Carbonita | Dados climatológicos para Carbonita |
| Mês | Jan                                 | Fev                                 | Mar                                 | Abr                                 | Mai                                 | Jun                                 | Jul                                 | Ago                                 | Set                                 | Out                                 | Nov                                 | Dez                                 | Ano                                 |
| --- | ----------------------------------- | ----------------------------------- | ----------------------------------- | ----------------------------------- | ----------------------------------- | ----------------------------------- | ----------------------------------- | ----------------------------------- | ----------------------------------- | ----------------------------------- | ----------------------------------- | ----------------------------------- | ----------------------------------- |
| Temperatura máxima recorde (°C) | 37,6                                | 36,4                                | 36,8                                | 34,4                                | 33,4                                | 34                                  | 33,6                                | 35,4                                | 38,4                                | 39,6                                | 39,2                                | 38,8                                | 39,6                                |
| Temperatura máxima média (°C) | 29,7                                | 30,5                                | 29,6                                | 28,3                                | 26,9                                | 25,6                                | 25,7                                | 27,3                                | 28,8                                | 29,8                                | 28,7                                | 28,8                                | 28,3                                |
| Temperatura média compensada (°C) | 23,3                                | 23,6                                | 23,1                                | 21,8                                | 19,8                                | 18                                  | 17,7                                | 19,1                                | 21,1                                | 22,7                                | 22,6                                | 22,9                                | 21,3                                |
| Temperatura mínima média (°C) | 18,3                                | 18,3                                | 18,2                                | 16,6                                | 14                                  | 11,9                                | 11                                  | 11,8                                | 14,5                                | 16,8                                | 17,9                                | 18,4                                | 15,6                                |
| Temperatura mínima recorde (°C) | 13                                  | 12,2                                | 11,6                                | 9,2                                 | 4,5                                 | 4,2                                 | 2,8                                 | 1,8                                 | 5,9                                 | 7,1                                 | 11,5                                | 12,6                                | 1,8                                 |
| Precipitação (mm) | 162,5                               | 99,4                                | 139,4                               | 44,3                                | 11,8                                | 3,8                                 | 5                                   | 5,6                                 | 19,3                                | 90,2                                | 193,8                               | 245,9                               | 1 021                               |
| Dias com precipitação (≥ 1 mm) | 11                                  | 8                                   | 9                                   | 4                                   | 2                                   | 1                                   | 1                                   | 1                                   | 2                                   | 5                                   | 13                                  | 15                                  | 72                                  |
| Umidade relativa compensada (%) | 73,1                                | 70,4                                | 74,1                                | 73,5                                | 73,6                                | 72,9                                | 68,6                                | 62                                  | 60,4                                | 63                                  | 72                                  | 75,7                                | 69,9                                |
| Fonte: Instituto Nacional de Meteorologia (INMET) (normal climatológica de 1981-2010; recordes de temperatura: 01/04/1981 a 31/12/1987, 01/01/1989 a 30/06/1991 e 01/01/1993-31/12/2023) |                                     |                                     |                                     |                                     |                                     |                                     |                                     |                                     |                                     |                                     |                                     |                                     |                                     |

### Ecologia
A vegetação é composta de Cerrados, Campos, Matas e Pastagens, além de florestas de Eucalipto. Uma das partes importantes da vegetação carbonitense é seu uso como tratamento medicinal através de plantas (Fitoterapia). Algumas como Pata de Vaca (Bathinia Foficata), usada para os rins, depuração, prisão de ventre e diabete, Chapéu de Couro (Enchinodorus Macrophyllus), para pele, reumatismo, infecção dos rins e bexiga, pressão alta e arteriosclerose; Doradinha do Campo (Waltherea Douradinha), como diurético, eliminadora de pedras nos rins e edemas; e Cavalinha (Equisitum Arrense), para tratamento de tuberculose pulmonar, hemostáticas, digestivas, úlceras gástricas e intestinais, perda de sangue e incontinência urinária infantil e da velhice; dentre outras, são muito utilizadas em tratamentos para a população carente. 
A fauna é caracterizada por aves como papagaio, gavião, siriema, coruja, canarinho, pinta silvo, sabiá, pássaro preto, bem-te-vi, joão-de-barro, periquito, jandainha, inhambú, tiriba e tucano. Os mamíferos que mais aparecem são: coelho, paca, raposa, cotia, veado, tamanduá, tatu, gambá, lobo-Guará e onça. Há ainda a presença de alguns anfíbios como lagartixas e pererecas, peixes, como por exemplo, lambari e traíra e insetos, como besouros, baratas, escorpiões e formigas.

## Acesso
Vindo de Belo Horizonte, dois são os caminhos para se chegar ao município: 
- Passando por Curvelo e Diamantina, via BR-040, BR-135, BR-259 e BR-367;
- Passando por João Monlevade, Guanhães, São João Evangelista, Coluna e Itamarandiba, via BR-381, MG-129, BR-120 e BR-451.

O transporte aéreo pode ser feito de duas formas: 
- Indo de voo comercial até ao aeroporto de Montes Claros, que fica a 210 km de Carbonita, e seguindo o resto da viagem por acesso rodoviário;
- Existe no município uma pista com 1.200 metros de comprimento, e que possibilita a aterrissagem de pequenos aviões ou jatinhos.